# パン猪狩
パン猪狩（パン いがり、1916年 - 1986年11月14日）は日本のボードビリアン、バンドマン（ウッドベース）。本名は猪狩登。

## 来歴
日活の大道具、東宝舞台部などを経て浅草金龍館で初舞台。戦中は地方へのドサ周り、中国など慰問、戦後は進駐軍や日劇ミュージックホール、地方のストリップ劇場等で活躍。
早野凡平や坂本新兵、世志凡太、寄席の色物でおなじみのぺぺ桜井たちの師匠であり、東京コミックショーのショパン猪狩の兄でもある。
早野がネタ中に使用する帽子は猪狩が外国人から手に入れたもので、それを早野が500円で購入した。

## 日本の女子プロレスの原型を作る
1948年、弟と一緒に三鷹市で小さな道場を開設。猪狩自身は柔道の経験が、弟はボクシングとプロレスのセコンド（日本国外で）の経験があることを生かし、妹の猪狩定子（リリー猪狩）を含め7-8人の女性に格闘技を教えたことが日本の女子プロレスの始まりとする説がある。もっとも純粋な格闘技を標榜するものではなく、当初は進駐軍相手に舞台の合間で行うコミック・スポーツ・ショーとして考えられていたものである。初興業は、京都大映で行い大当たりした一方、レスリング関係者からはクレームがついた。その際の猪狩は、女子プロレスの創設については八田一朗レスリング協会会長に相談した上でのものであり、猪狩定子は会長の手ほどきを受けているとの説明を行っているが真偽のほどは不明。また、ガーター・マッチは猪狩が考案したものである。

## 出演映画
- 東京よいとこ（1957年）
- 恋をするより得をしろ 1961年
- ぶらりぶらぶら物語（1962年）

## 関連書籍
- 滝大作『パン猪狩の裏街道中膝栗毛』（白水社、1986年）